# Richard Fiedler
Richard Fiedler bio je njemački znanstvenik koji je izumio bacač plamena, oružja koje radi na principu zapaljive tekućine, obično ulja. Prve modele bacača plamena radio je za Reichswehr 1901. Najznačajnija inačica ovog oružja bio je prenosivi bacač plamena, koji je imao okomiti cilindar dugačak 1,2 metra, a bio je vodoravno podijeljen na dva dijela. U donjem dijelu bio je plin pod tlakom, a u gornjem dijelu zapaljivo ulje. Na pritisak okidača pokretni plin bi gurnuo zapaljivo ulje kroz gumenu cijev, a plamen se dobivao jednostavnim paljenjem fitilja kod čelične mlaznice. Oružje je proizvodilo vatru i jako velik dim u radiusu od 18 metara. Za svaku novu aktivaciju bacača plamena moralo se stavljati novi fitilj.
- n-tv:Stahlhelm, Giftgas und 08/15, Weltkrieg macht erfinderisch, vom 23. Juni 2014

- [neaktivna poveznica]